# Zona 15 (Ciudad de Guatemala)
Zona 15, es una de las 25 zonas de la Ciudad de Guatemala que se caracteriza por su nivel económico elevado y por ser una de las zonas con más áreas verdes dentro de la ciudad. Esta zona ha presentado una alta demanda en el mercado inmobiliario en los últimos años convirtiéndose en una de las zonas más exclusivas en la ciudad junto a otras áreas como Zona 10 y Zona 14. La Zona 15 tiene variadas facetas, cuenta con un corredor comercial y corporativo sobre el Bulevar Vista Hermosa, áreas de entretenimiento, hoteles y zonas residenciales de lujo.
El sistema de zonas que existe actualmente fue creado por el ingeniero Raúl Aguilar Batres, quien fue el jefe de planificación de la municipalidad en esa administración y en las posteriores. La zona 15 abarca desde la colonia Tecún Umán a la colonia San Lázaro y de la colonia del Maestro al Bulevar Los Próceres.

## Historia
Zona 15 se inicia en los límites de la Zona 10 y la Zona 5 de la ciudad, con rumbo al este hasta conectar con el Bulevar Los Próceres llegando hasta el kilómetro 10.  Esta zona se constituye inicialmente durante el gobierno de Carlos Castillo Armas en 1954. En ese mismo año se iniciaron los trabajos de urbanización de las "Colonias del Maestro 1 y 2" con casas de 152 metros cuadrados. En 1955 se completa la zona residencial "Colonia del Maestro 1" y luego en 1966 se completa la siguiente zona denominada "Colonia del Maestro 2". Estas primeras áreas urbanizadas de la zona 15 aunque abiertas a todos los habitantes de la ciudad, iban dirigidas especialmente a los maestros catedráticos de las escuelas e institutos públicos de la época, ya que se les otorgó un beneficio o prestación por parte del Ministerio de Educación. En la misma década de los 50 surgieron las colonias con residencias de lujo denominadas "Vista Hermosa 1, 2 y 3" respectivamente. Estas viviendas se construyeron bajo un mismo patrón de diseño que tuvo diferentes variaciones según cada sector pero con la posibilidad de cambios de manera autónoma. Estas colonias de lujo fueron trazadas por los ingenieros Robert Marion Stiene y el ingeniero Federico Koose.
A mediados de 1987 se dio inicio a los trabajos para la construcción del primer Centro Comercial con torre de apartamentos de la zona. El edificio fue construido con ladrillo similar al estilo de las casas de Vista Hermosa de los años 70s. Esa edificación marcó un cambio para la zona y el inicio de nuevas construcciones verticales. Antes de finalizar su construcción el 90% de los apartamentos y el 100% de comercios estaban vendidos. La presencia de este centro comercial aumentó la plusvalía del sector y se inició el desarrollo inmobiliario que no ha dejado de crecer en las últimas décadas. Esta zona actualmente es una de las áreas con mayor seguridad de la ciudad albergando a la mayoría de embajadores, políticos y altos funcionarios que viven en la ciudad.

## Geografía
La Zona 15 está ubicada en el área Este del «valle de la Ermita» con alturas que varían entre los 1600-1650 (m s. n. m.) y las temperaturas medias oscilan entre los 10 y 21 °C.
- Altitud: 1.600 metros.
- Latitud: 14.5907
- Longitud: -90.4915

La zona está completamente rodeada por zonas y municipios del departamento del mismo nombre:
| Noroeste: Zona 5  | Norte: Ciudad Cayalá | Noreste: Santa Catarina Pinula |
| Oeste: Zona 10    |                      | Este: Santa Catarina Pinula    |
| Suroeste: Zona 10 | Sur: Zona 10         | Sureste: Zona 14               |

## Atracciones
La Zona 15 resalta por ser un área urbana con numerosos sitios de interés, por su cercanía a otras zonas principales de la ciudad y por su fácil acceso mediante el bulevar Vista Hermosa es una zona frecuentemente visitada. Dentro de las atracciones más importantes destacan las siguientes.

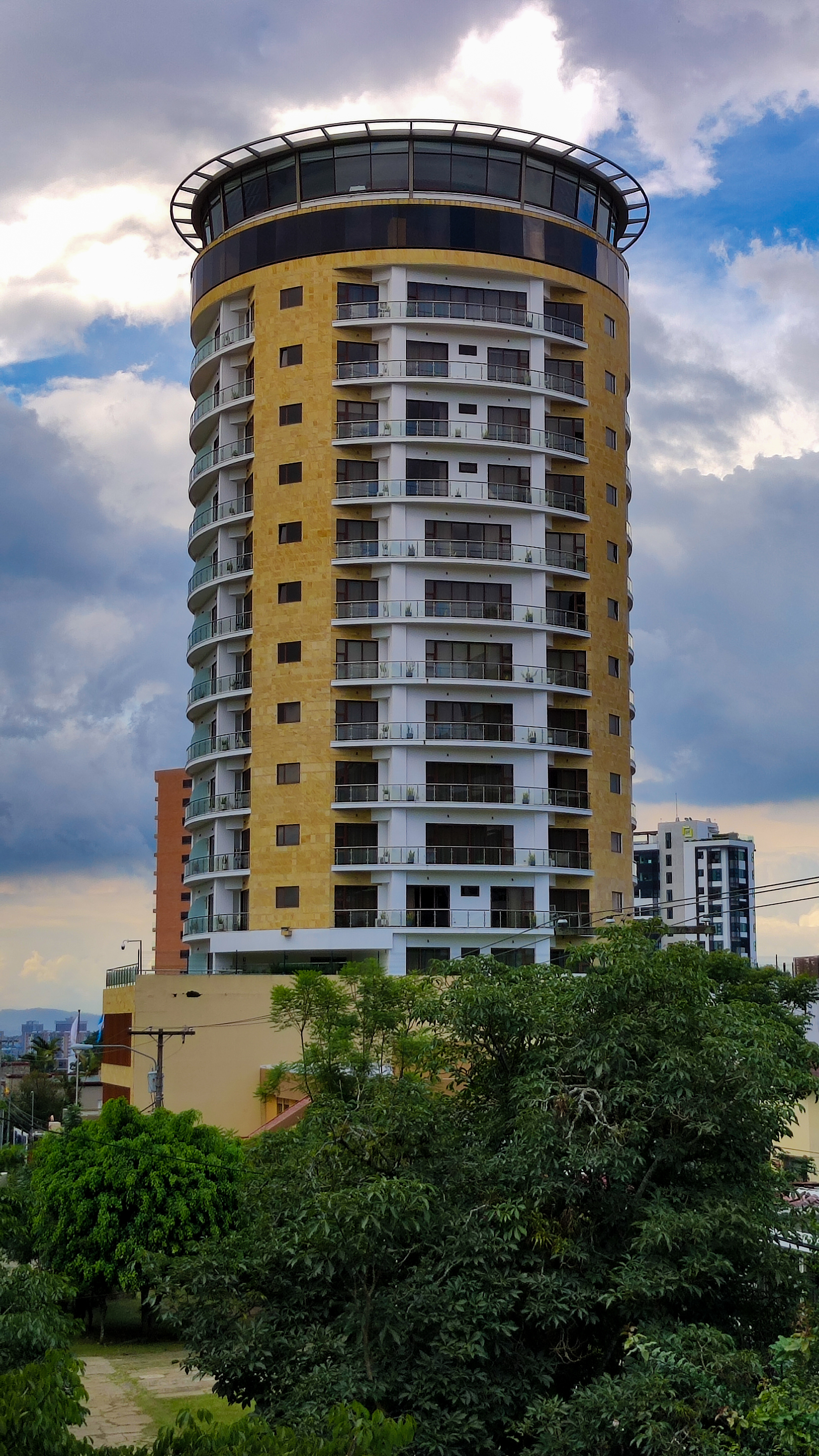
Restaurante giratorio ubicado en el último nivel del Hotel Vista Quince.

- Restaurante Giratorio en Hotel Vista Quince
- Parque ecológico Jungla Urbana
- Canchas de Softbol Carlos Cano
- Campos de Baseball Javier
- Salón de boliche Metrobowl
- Federación Nacional de Tenis de Guatemala
- Federación de Natación Zona 15
- Club de Tenis Alemán
- Club de Deportes Americano
- Centros Comerciales, bares y plazas.